# بول باهوكين
بول باهوكين (بالفرنسية: Paul Bahoken)‏ (مواليد 7 يوليو 1955) هو لاعب كرة قدم. يلعب مع منتخب الكاميرون لكرة القدم. سبق له أن لعب في كأس العالم لكرة القدم مع منتخب بلاده.

## روابط خارجية
- بول باهوكين على موقع الاتحاد الدولي (مؤرشف)  (الإنجليزية)
- بول باهوكين على موقع قاعدة بيانات كرة القدم.إي يو (الإنجليزية)
- بول باهوكين على موقع عالم كرة القدم.نت (الإنجليزية)
- بول باهوكين على موقع أوليمبيديا (الإنجليزية)